# Соршеле
Соршеле (на шведски: Sorsele) е малък град в северна Швеция, лен Вестерботен. Главен административен център на едноименната община Соршеле. Разположен е около река Винделелвен. Намира се на около 680 km на север от централната част на столицата Стокхолм и на около 230 km на северозапад от главния град на лена Умео. Има жп гара. Населението на града е 1277 жители според данни от преброяването през 2010 г.